# Дионисий Александрийски
Дионисий Александрийски (на старогръцки: Διονύσιος Ἀλεξανδρείας) роден в края на II или началото на III век в Александрия и починал на 22 март 264 в Египет) е александрийски християнски богослов, философ и църковен писател, епископ на Александрия, патриарх на Коптската църква и християнски светец. Св. Василий Велики и Евсевий Кесарийски го наричат Велик.
Ражда се в езическо семейство  и получава солидно философско образование. Обръща се в християнството след лично търсене и сравнително изучаване на различни религиозни и философски системи. Учи в Александрийската школа и слуша лекциите на Ориген, чийто почитател става. 
През 231-232 г. наследява Херакъл като ръководител на Александрийската школа. През 247-248 след смъртта на Херакъл заема епископската катедра на Александрия. Времето на епископското му служение е бурно: преживява гонения, епидемии, граждански войни. При гонението на Деций в 250 г., св. Дионисий е задържан и отведен под стража, но един от неговите близки, които не били хванати предупреждава събралото се за сватба множество в близко селище, които спонтанно отиват и го освобождават. След този епизод, св. Дионисий се отдалечава от Александрия докато премине гонението. 
През 257-258 г. по времето на гонението на Валериан, св. Дионисий е изпратен в заточение, първо в Кефрон (Либия), а впоследствие, след като не спира да проповядва и влияе на християнската общност, на още по-далечно място – Мариотска област в долни египет .